# Flash Gordon's Trip to Mars

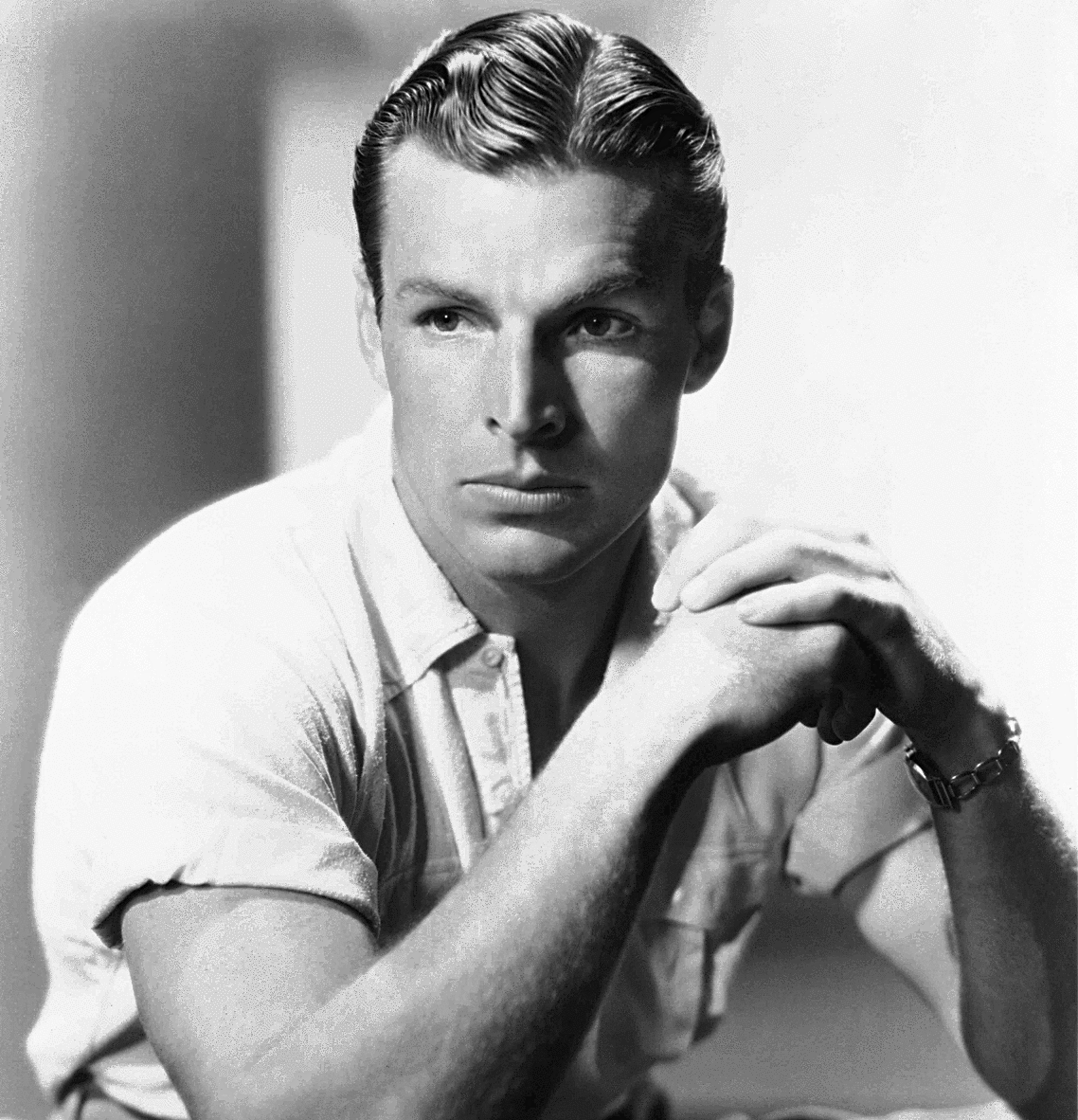
Buster Crabbe, intérprete de Flash Gordon nos três seriados da Universal Pictures,

Flash Gordon's Trip to Mars é um seriado estadunidense de 1938, gênero ficção científica, dirigido por Ford Beebe, Robert F. Hill e Frederick Stephani, em 15 capítulos, estrelado por Buster Crabbe, Jean Rogers e Charles B. Middleton. O seriado foi produzido e distribuído pela Universal Pictures e King Features Production, e veiculou nos cinemas estadunidenses a partir de 21 de março de 1938.
Baseado nas histórias em quadrinhos sobre Flash Gordon, criadas por Alex Raymond, foi o segundo dos três seriados feitos sobre o personagem entre 1936 e 1940. Foram mantidos os atores principais do seriado anterior nos mesmos papeis: Buster Crabbe como Flash Gordon, Jean Rogers como Dale Arden, Frank Shannon como Dr. Alexis Zarkov e Charles B. Middleton como Ming the Merciless.
Foi relançado como versão editada em 68 minutos em novembro de 1938, sob o título Mars Attacks the World, relançado na década de 1950 sob o título Space Soldiers'Trip to Mars, e relançado em versão de 99 minutos em 1966, sob o título Deadly Ray from Mars.

## Sinopse
Um elemento químico fictício chamado Nitron está desaparecendo da atmosfera terrestre, o que vem causando ciclones tropicais e outros desastres meteorológicos. Dr. Zarkov e Flash descobrem que um raio de Marte é a fonte do esgotamento de Nitron. Um repórter de jornal, Happy Hapgood, está afastado em seu foguete quando Flash, Zarkov e Dale Arden vão a Marte para investigar.
Lá, eles descobrem que Azura, Rainha de Marte, está trabalhando com Ming, o Impiedoso, para conquistar a terra. Todos os marcianos que se opõem a sua parceria com Ming foram transformados em humanóides de argila, forçados a viver sob a superfície de Marte. Os quatro terráqueos refugiam-se em uma dessas cavernas e juntam-se ao Rei Clay para destruir a lâmpada Nitron que está drenando a atmosfera da Terra. Concordam, também, em ajudar a restaurar o povo de argila para sua forma humana para, juntos, derrotarem Azura e Ming.

## Elenco
- Buster Crabbe … Flash Gordon
- Jean Rogers … Dale Arden. Foi a última vez que Jean Rogers interpretou Dale Arden.
- Charles B. Middleton … Ming o impiedoso. Ming é retratado de maneira mais diabólica neste seriado (ao contrário de Fu Manchu do primeiro seriado).[3]
- Frank Shannon … Dr. Alexis Zarkov
- Beatrice Roberts … Rainha Azura
- Donald Kerr … Happy Hapgood
- Richard Alexander … Príncipe Barin
- C. Montague Shaw … Clay King
- Wheeler Oakman … Tarnak
- Kenne Duncan … capitão
- Warner Richmond … Zandar
- Jack Mulhall ... Capitão dos Bombeiros (Caps. 4-5, 13)

## Produção
Este seriado foi a primeira sequência de Flash Gordon, baseando-se em um "Big Little Book", de 1936, adaptação dos quadrinhos "Flash Gordon and the Witch Queen of Mongo". De acordo com Harmon e Glut, a ambientação foi mudada para Marte em função do sucesso de The War of the Worlds, apresentado por Orson Welles em seu programa de rádio. De acordo com Stedman, o programa, lançado sete meses após o seriado, fez a Universal lançar às pressas uma versão editada, com 68 minutos, sob o título Mars Attacks the World , para capitalizar a publicidade. O filme foi um sucesso de bilheteria.
Flash Gordon's Trip to Mars foi mais caro do que o seriado original Flash Gordon.

### Mars Attacks the World
A Universal Pictures preparou uma versão do seriado editada em forma de filme, para ser lançada em outubro de 1938, quando Orson Welles surpreendeu os Estados Unidos em su programa de rádio The Mercury Theatre on the Air, apresentando The War of the Worlds, de H. G. Wells.
Com características de exploitation film, a Universal mudou o título da versão editada para Mars Attacks the World, e uma semana após o programa de Welles, fez a première no Teatro da Broadway. O título original da versão editada seria Rocket Ship, título que posteriormente foi adicionado à versão reeditada do primeiro Flash Gordon.

### Televisão
Na década de 1950, os três seriados sobre Flash Gordon foram transmitidos pela televisão estadunidense. Para evitar confusão com a série de televisão sobre Flash Gordon veiculada na mesma época, os seriados receberam novos títulos, respectivamente Space Soldiers, Space Soldiers' Trip to Mars e Space Soldiers Conquer the Universe. Em meados da década de 70, foram mostrados por estações de PBS, trazendo Flash Gordon para uma nova geração, dois anos antes de Star Wars e Close Encounters of the Third Kind, reavivando o interesse pela ficção científica.
Em 1966, foi realizada uma nova edição com 99 minutos para a televisão, pela Hearst Entertainment Productions, sob o título Deadly Ray from Mars. Foi distribuído pela Questar Pictures nos Estados Unidos, em Vídeo, em 1991.

## Recepção crítica
A revista Time declarou que o seriado seria “um classe A das famosas tiras da King Features”.

## Capítulos
1. New Worlds to Conquer
2. The Living Dead
3. Queen of Magic
4. Ancient Enemies
5. The Boomerang
6. Tree-men of Mars
7. The Prisoner of Mongo
8. The Black Sapphire of Kalu
9. Symbol of Death
10. Incense of Forgetfulness
11. Human Bait
12. Ming the Merciless
13. The Miracle of Magic
14. A Beast at Bay
15. An Eye for an Eye

Fonte: